# Dolomiten-Höhenweg 1

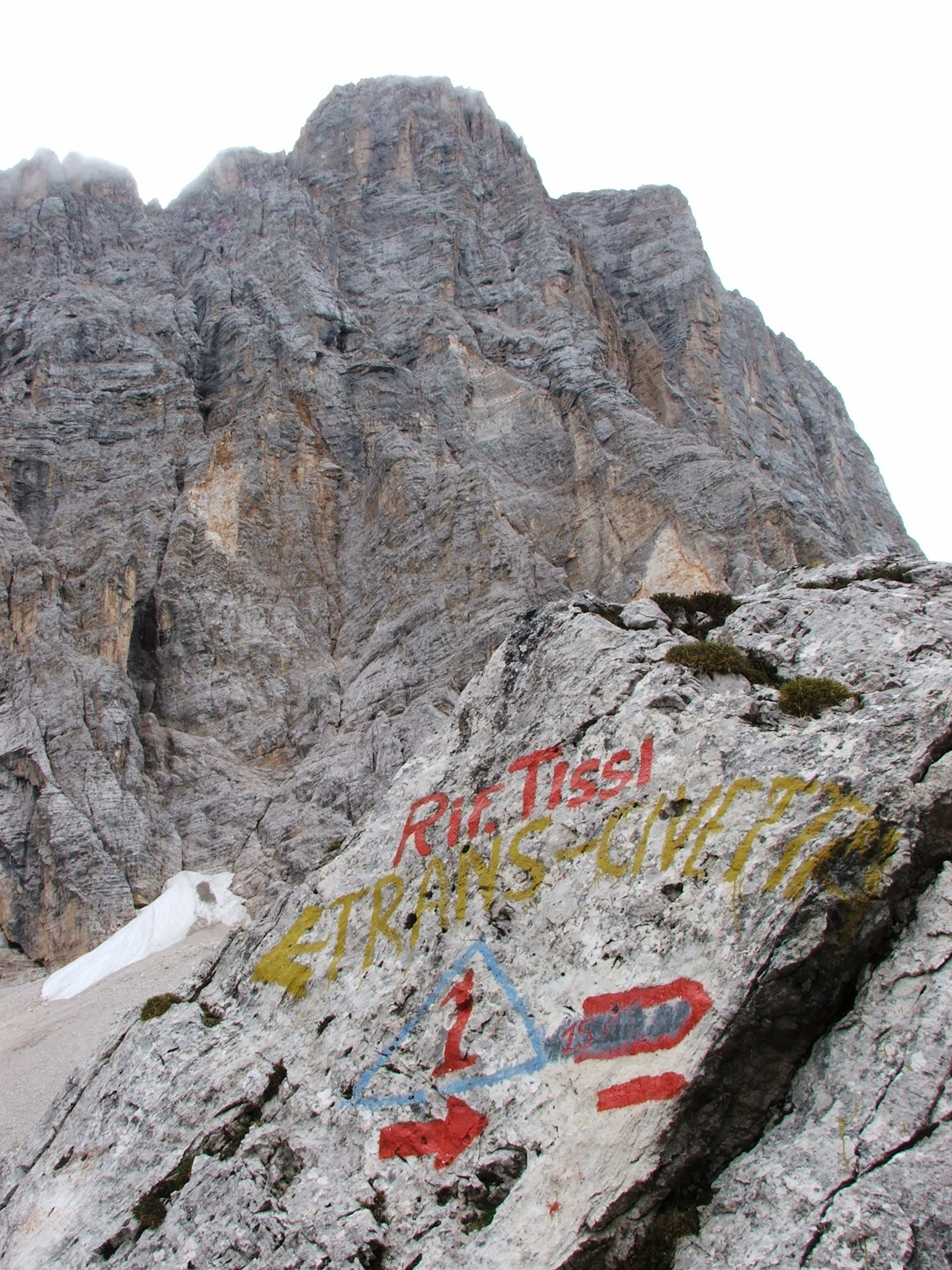
Wegmarkierung vor der Civetta-Wand

Der Dolomiten-Höhenweg 1, auf Italienisch Alta Via delle Dolomiti n. 1 genannt, ist ein Weitwanderweg in den Alpen. Als klassischer Weg führt er in 9 bis 13 Tagesetappen auf einer Strecke von 150 km vom Pragser Wildsee nach Belluno.

## Verlauf und Anforderungen
Der Dolomiten-Höhenweg 1 verläuft an den Hauptkämmen der östlichen Dolomitengruppen entlang in Richtung Süden. Die Strecke führt durch die Berggruppen der Pragser Dolomiten, Fanesgruppe, Nuvolaugruppe, Croda-da-Lago-Gruppe, Pelmo, Civetta, Moiazza, Prampèr-Dolomiten und Schiara und bewegt sich auf einer Höhe zwischen 1500 m und 2800 m durch alpines Gelände.
Als zuerst angelegter Dolomiten-Höhenweg ist die Alta Via n. 1 zugleich der leichteste unter ihnen: Vor allem im nördlichen und mittleren Abschnitt des Weges bieten so viele Hütten Unterkunft und Verköstigung, dass die Strecken zwischen den Hütten und Gasthöfen verhältnismäßig kurz sind. Je nach Kondition und Muße lassen sich diese Teilstrecken zu kurzen Etappen von durchschnittlich 3,30–5,00 Stunden Gehzeit zusammenstellen oder zu längeren Tagestouren kombinieren, sind aber generell auch von Wanderern mit normaler Kondition zu bewältigen. Dies gilt nicht nur für die Länge der Abschnitte, sondern auch für ihren Schwierigkeitsgrad und die Orientierung auf dem Weg. Ein blaues Dreieck und die üblichen rot-weißen Wegzeichen markieren die gut angelegte und gewartete Trasse, die keine Gletscher überquert und an den wenigen ausgesetzten Stellen gut mit Drahtseilen versichert ist. Die Wege, Steige und Naturstraßen sind insgesamt leicht bis mittelschwer zu gehen und daher auch für jene geeignet, die im Hochgebirge nicht erfahren sind.
Eine Ausnahme bildet allerdings die Etappe vom Rifugio Pian de Fontana zum Rifugio 7° Alpini (die aber umgehen kann, wer sie sich nicht zutraut oder den das Wetter zum Ausweichen zwingt). Sie führt über den Màrmol-Klettersteig, der mit Drahtseilen und Leitern gesichert ist und Trittsicherheit, Schwindelfreiheit und Kletterkönnen bis zum Schwierigkeitsgrad II erfordert. Zwar ist diese Via Ferrata technisch nicht besonders anspruchsvoll, jedoch verlangt sie dem Bergsteiger wegen ihrer großen Länge einiges an Ausdauer ab. Dafür ist diese Etappe für Geübte ein krönender Abschluss des Höhenwegs und schon allein deshalb ein Erlebnis, weil bei guter Fernsicht von der Scharte im Profil der Schiara aus das Meer zu sehen oder wenigstens zu riechen ist.

## Charakteristik
Wanderführer und -zeitschriften rühmen die Alta via n. 1 als den schönsten der Dolomiten-Höhenwege. Von den glattgeschliffenen und steil abfallenden Platten des Seekofels bis zur salzigen Brise, die bei passender Windrichtung in der Scharte der Schiara weht; vom stillen Federa-Bergsee bis zur Gämsen-Kolonie im Van de Zità de fòra – auf jeder der Etappe warten große Landschafts- und Natureindrücke. Skilifte und -pisten sieht man nur vom Passo Falzàrego an bis zum Rifugio Cinque Torri.
Zwar ist an leicht erreichbaren Hütten wie der Faneshütte, an Konzentrationspunkten wie dem Pragser Wildsee und an Pässen wie dem Passo Falzàrego mit viel Betrieb zu rechnen; viele der Wegabschnitte sind aber erstaunlicherweise trotz ihres geringen Schwierigkeitsgrades einerseits und ihrer außerordentlichen landschaftlichen Schönheit andererseits recht einsam. Vor allem gen Süden begegnet man unterwegs selbst in der Saison nur wenigen Wanderern und Bergsteigern.
Der Dolomiten-Höhenweg 1 führt durch drei Sprachgebiete und die mit ihnen verbundenen Kulturen: Beginnend im deutschsprachigen Pustertal, verläuft er anschließend durch das ladinische Fanesgebiet. Die Sagen der Ladiner erzählen von Gipfeln, Orten und Namen, denen der Wanderer während der ersten Etappen des Höhenwegs begegnet. Südlich des Passo Falzàrego schließlich dominiert die italienische Sprache.
Dass um die Grenze zwischen diesen Gebieten im Ersten Weltkrieg erbittert gekämpft wurde, davon zeugen rostiger Stacheldraht und tiefe Stollen am Kleinen Lagazuòi. Was die einstige sogenannte Alpenfront dort an sichtbaren Spuren hinterlassen hat, ist heute in einem Freilichtmuseum zu sehen.

## Übernachtung

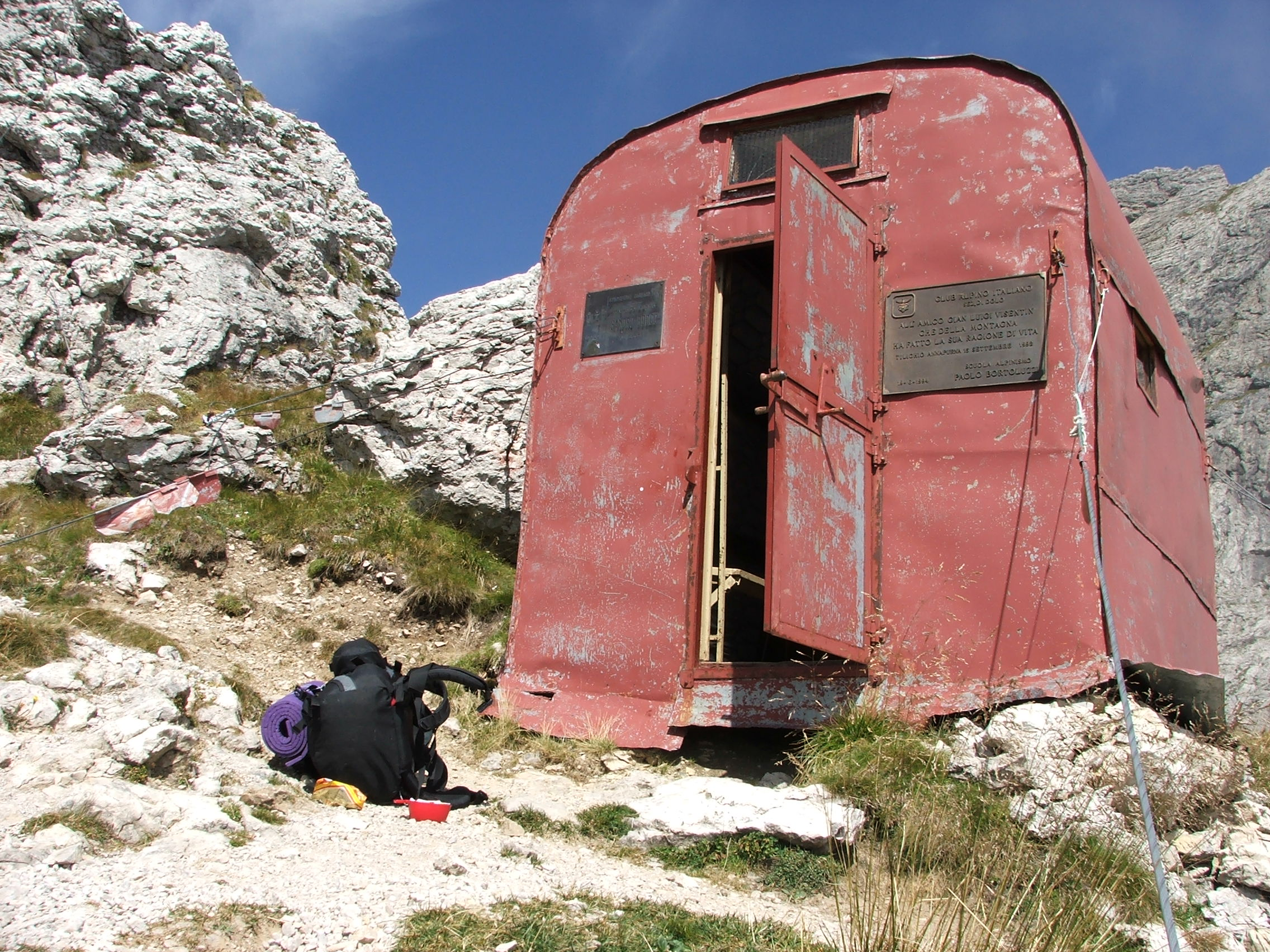
Das Bivacco Màrmol am Beginn des Klettersteigs durch eine Schlucht an der Schiara

Folgende Übernachtungsmöglichkeiten liegen direkt oder nahe am Weg:
- Seekofelhütte / Rifugio Biella
- Senneshütte / Rifugio Sennes / Üćia de Senes
- Schutzhütte Fodara Vedla / Ücia Fodara Vedla
- Berggasthof Pederü / Albergo Alpino Pederu’ / Üćia Pederü
- Faneshütte / Rifugio Fanes / Üćia de Fanes
- Lavarellahütte / Rifugio Lavarella / Üćia Lavarela
- Große Fanesalm / Malga Fanes Grande / Üćia de Gran Fanes
- Rifugio Lagazuoi
- Rifugio Col Gallina 1 km östlich des Passo Falzàrego
- Rifugio Averau
- Rifugio Cinque Torri
- Rifugio Città di Fiume
- Rifugio Croda da Lago
- Rifugio Nuvolau
- Rifugio Scoiattoli
- Rifugio Passo Staulanza
- Rifugio Adolfo Sonino al Coldài
- Rifugio Attilio Tissi
- Rifugio Mario Vazzolèr
- Rifugio Bruto Carestiato
- Rifugio Cesare Tomè
- Rifugio San Sebastiano
- Rifugio Sommariva al Pramperét
- Rifugio Pian de Fontana
- Bivacco del Màrmol
- Rifugio 7º Alpini

## Etappen
Die folgende Einteilung ist als Vorschlag gedacht und kann dank der zahlreichen Hütten sowohl in kürzere Abschnitte unterteilt wie zu längeren Strecken zusammengefasst werden.
| Etappe  | Start                       | Ziel                        | Gehzeit (ohne Pausen) | Aufstieg | Abstieg | Charakteristik und Verlauf |
| ------- | --------------------------- | --------------------------- | --------------------- | -------- | ------- | --- |
| 1. Tag  | Pragser Wildsee             | Seekofelhütte               | 3,30 h – 4,00 h       | 900 m    | 70 m    | Aufstieg vom See durch das Hochtal des Nabigen Lochs. Kurze, gut mit Drahtseilen versicherte Stelle am Übergang in das Ofen-Kar, die selbst bei schlechtem Wetter machbar ist. Unschwierig weiter durchs Geröll hinauf zur Ofenscharte und einige Meter ab zur Hütte. Dank der Kürze der Etappe ideal für den Anfahrtstag und zum Eingewöhnen. Besteigung des Seekofels von der Hütte aus in ca. 2,30 h möglich und dank des Ausblicks lohnend. |
| 2. Tag  | Seekofelhütte               | Faneshütte / Lavarellahütte | 4,30 h – 5,00 h       | 610 m    | 870 m   | Leichte Etappe, die meistenteils etwas eintönig auf Naturstraßen verläuft. Zunächst über eine Hochebene zur Senneshütte (Orientierungsschwierigkeiten bei Neuschnee und Nebel), dann auf steiler Bergstraße in engen Kehren Abstieg zum Berggasthof Pederü. Von da wiederum auf Naturstraße in das karge Hochtal und weiter zur Almlandschaft um die Fanes- und die Lavarellahütte. Für Trittsichere vermeidet eine landschaftlich reizvollere Variante den langen Abstieg: Vom Schutzhaus Fodara Vedla die Schutthänge des Banch dal Sé Richtung Südwesten queren (Steinschlaggefahr, mitunter wegen Muren unpassierbar). |
| 3. Tag  | Faneshütte / Lavarellahütte | Rifugio Lagazuòi            | 4,30 h – 5,30 h       | 1100 m   | 400 m   | Auf Naturstraße zum Limojoch und eine gute Weile über die weite, grasbewachsene Hochebene, vorbei an der Großen Fanesalm bis zu einem Wegabzweig. Trotz der einfachen Straße kann es bei schlechter Sicht und viel Neuschnee zu Orientierungsschwierigkeiten kommen. Bei sehr schlechtem Wetter kann man weiter geradeaus ins Tal absteigen und die Passstraße wieder hinauf gehen oder fahren. Sonst nach links abbiegen auf einen Steig über steinige Almwiesen, zum Schluss auf Geröll zur Forcella del Lago hinauf. Nun durch eine steile Geröllrinne zum Lago di Lagazuòi hinunter und durch ein Karrenplateau wieder aufwärts, oder oberhalb des Sees den Hang queren. Zuletzt in Kehren an der Skitrasse entlang zur Gondelbahnstation und der Hütte empor. |
| 4. Tag  | Rifugio Lagazuòi            | Rifugio Cinque Torri        | 4,30 h                | 490 m    | 1110 m  | Über Schutt und Geröll steil hinunter zum Passo Falzàrego (Seilbahnstation, Restaurants und Souvenirläden). Von da zunächst über Wiesen, dann über großes Geröll und schließlich durch steile Rinnen zur Forcella Averàu. Bei Schnee ohne genaue Ortskenntnis schwer zu finden und zu gehen, sonst mäßiger Schwierigkeitsgrad. Dann eben um den Monte Averàu herum zum Rifugio Averàu. Wer nicht mehr weiter will, steigt auf dem Kamm des Nuvolàu mäßig steil zum Rifugio Nuvolàu auf dem Gipfel. Sonst auf Naturstraße mit schöner Aussicht durch ein Skigebiet zur Hütte hinunter. |
| 5. Tag  | Rifugio Cinque Torri        | Rifugio Croda da Lago       | 3,00 h                | 380 m    | 470 m   | Leichte, landschaftlich sehr schöne Wanderung im Valle del Boite. Zunächst auf Fahrweg und Fußweg über Wiesen hinab zur Passstraße, dann sanft wieder aufwärts durch lichten Nadelwald und auf gutem Steig. Kurz steiler hinauf zu einer Schulter, dann auf bequemem Weg zum Fedèra-Bergsee und der an seinen Ufern gelegenen Hütte. |
| 6. Tag  | Rifugio Croda da Lago       | Passo Staulanza             | 3,00 h – 3,30 h       | 350 m    | 630 m   | Ruhige Wanderung über Wiesen und Geröllhalden auf den Monte Pelmo zu, großartige Ausblicke auf die umliegenden Bergstöcke. Zunächst nicht sehr steil über Schutthänge zur Forcella Ambrizzòla hinauf, weiter über Geröll zur Forcella Col Duro (Blick auf Marmolada, Pelmo u. a.). Weiter über verschiedene Sättel etwas auf und ab zur Forcella de la Puìna. Von da eben weiter auf einem aussichtsreichen Karrenweg bis zum Rifugio Città di Fiume. Schließlich sanft abwärts auf gutem Fußweg, abwechselnd durch lichten Nadelwald und die begrünten Geröllhänge des Monte Pelmo bis zu den Passwiesen mit dem Rifugio Passo Staulanza am Talschluss des Val di Zoldo. |
| 7. Tag  | Passo Staulanza             | Rifugio Tissi               | 4,00 h – 4,30 h       | 840 m    | 340 m   | Landschaftlich einer der schönsten Abschnitte; zunächst leichte Wanderung auf Naturstraßen und Wegen durch ein Mittelgebirge, danach schmalerer Steig über Geröllhänge, begrünte Blockfelder und Wiesenmulden. Auf einer Naturstraße zur Casera Vescovà und weiter zur Forcella di Alleghe. Nun in weiten Kehren ein Sträßchen, dann steiler einen Weg am Monte Coldài hinauf, bis das Rifugio Coldài in den Blick rückt. Von dort zu einer Scharte hoch, um den Lago Coldài herum. An der Flanke der Civetta entlang über Schotter hinauf zur Forcella di Col Negro, wieder hinab ins Val Civetta, das eben gequert wird, schließlich kurz einen vorgelagerten Gipfel empor zur Hütte. |
| 8. Tag  | Rifugio Tissi               | Rifugio Carestiato          | 5,30 h – 6,00 h       | 630 m    | 1060 m  | Zunächst leichte Wanderung auf der wunderschönen Hochebene zwischen Civetta und deren westlich vorgelagerter Bergkette. Dann erst eben, später in Serpentinen die Naturstraße hinunter, beim Rifugio Vazzolèr Rast und Besichtigung des botanischen Gartens möglich. Schließlich auf holprigem Pfad durch Wald und über Geröllhalden an den Hängen der Moiazza entlang. Nach kurzem steilem und mit Drahtseil gesichertem Abschnitt bei der Forcella Col dell' Orso (schöner Ausblick) wieder einfacher über Almwiesen zur Forcella del Camp. Zuletzt in leichtem Auf und Ab über eine Geröllhalde und zum aussichtsreich gelegenen, völlig neu erbauten Rifugio Carestiato. |
| 9. Tag  | Rifugio Carestiato          | Rifugio Pramperét           | 4,45 h – 5,45 h       | 540 m    | 520 m   | Eine auf und ab führende Naturstraße hinunter zum mäßig betriebsamen Passo Duràn, 20 Minuten auf der Passstraße nach Süden absteigen, dann links auf einen Waldpfad einbiegen. Durch wuchernden Bergwald nach oben, dann auf ausgesetztem, aber gutem Steig auf den Geröllhängen des Tàmer und zwischen haushohen Blöcken bis zur Malga Moschesìn (Achtung: der Brunnen gibt in Trockenzeiten kein Wasser; nächste Quelle kurz vor der Forcella Moschesìn). Nun in Kehren den breiten Weg empor zur Forcella Moschesìn. Über Wiesen und durch lichten Lärchenbestand den Nordhang zur Hütte queren. Wer nur noch einen Tag Zeit hat, kann den kurz vor der Forcella Moschesìn abzweigenden, im Gestrüpp kaum noch auszumachenden, aber sehr aussichtsreichen „Sentiero La montagna dimenticata“, den „Weg des vergessenen Gebirges“ wählen: Auf schmalem Grat gen Süden, gegen Ende sehr ausgesetzt, aber dennoch trittsicher und überdies mit Drahtseilen gesichert. Steiler Abstieg in vielen Serpentinen zur Forcella Póngol mit einer offenen Jagdhütte, dann entweder weiter nach Süden auf verfallenem, mit mannshohem Gras bewachsenem Almpfad durch eine Klamm zur Straße hinab oder nach Westen um den Zélo herum bis nach La Valle oder Agordo. Wer Abenteuerlust und Trittsicherheit mitbringt, kann vom Passo Duràn aus die Nordrunde um die Tamèrgruppe wählen und auf schmalem Steig (teilweise klettersteigartig, steinig und ständig auf und ab) über das Bivacco Angelini zum Pian dei Palùi absteigen. Von dort auf leichtem Steig wieder hinauf zum Rifugio Pramperét. |
| 10. Tag | Rifugio Pramperét           | Rifugio Pian de Fontana     | 2,45 h – 3,00 h       | 540 m    | 760 m   | Kurzer, aber landschaftlich sehr schöner Übergang über den Cime de Zità. Trotz der Kennzeichnung in der Karte als schwieriger Steig nirgends besonders ausgesetzt oder gefährlich, gut markiert. Zum Schluss steiler Abstieg durch Wiesen zum kleinen Rifugio Pian de Fontana. Wer sich die folgende Etappe nicht zutraut oder vom Wetter zum Ausweichen gezwungen wird, kann entweder über das Rifugio Bianchet durch eine Klamm zur Straße absteigen (Bus nach Belluno) oder steil und holprig, aber durch lichten Buchenwald und über Wiesen nach Osten, weiter auf der kaum befahrenen Straße des engen Val de Grisol und schließlich auf kleinen Sträßchen nach Longarone. |
| 11. Tag | Rifugio Pian de Fontana     | Rifugio 7° Alpini           | 6,00 h – 8,00 h       | 780 m    | 920 m   | Die mit Abstand anspruchsvollste Etappe dieses Höhenweges, der Klettersteig „Via ferrata Màrmol“, der als mittelschwer eingestuft wird und verhältnismäßig lang ist. Schwindelfreiheit, Trittsicherheit, Ausdauer und Kletterkönnen bis zum Schwierigkeitsgrad II erforderlich. Kurz auf steilem Waldpfad hinunter und wieder hinauf zur Forcella La Varéta, dann ausgesetzt, aber auf gutem Steig den Wiesenhang queren. Nach dem Abzweig zum Rifugio Bianchet (Variante bei Schlechtwetter oder fehlender Klettersteigausrüstung) zunehmend verwachsener Pfad. Jetzt leichte Kraxelei über Schrofen und Felsstufen zur Forcella del Màrmol hinauf – von hier Blick über die Nevegal-Berge hinweg Richtung Meer! Ab dem Bivacco del Màrmol beginnt der Klettersteig, der sehr steil über Leitern und an Drahtseilen entlang, teils auf Bändern in den Falten der engen Schlucht verschwindend, nach unten führt. Während des verhältnismäßig langen Steigs ist die Hütte öfter zu sehen, die nach mühsamem Abstieg, zuletzt über loses Geröll, schließlich erreicht wird. |
| 12. Tag | Rifugio 7° Alpini           | Belluno                     | 4,00 h – 4,30 h       | 140 m    | 1090 m  | Zuerst steiler, dann sanfterer Abstieg in der Klamm des Baches Ardo, durch hellen, schon südlichen Laubwald. Auf kleinen Straßen durch die Dörfer bis nach Belluno. Einfach. |

## Bilder

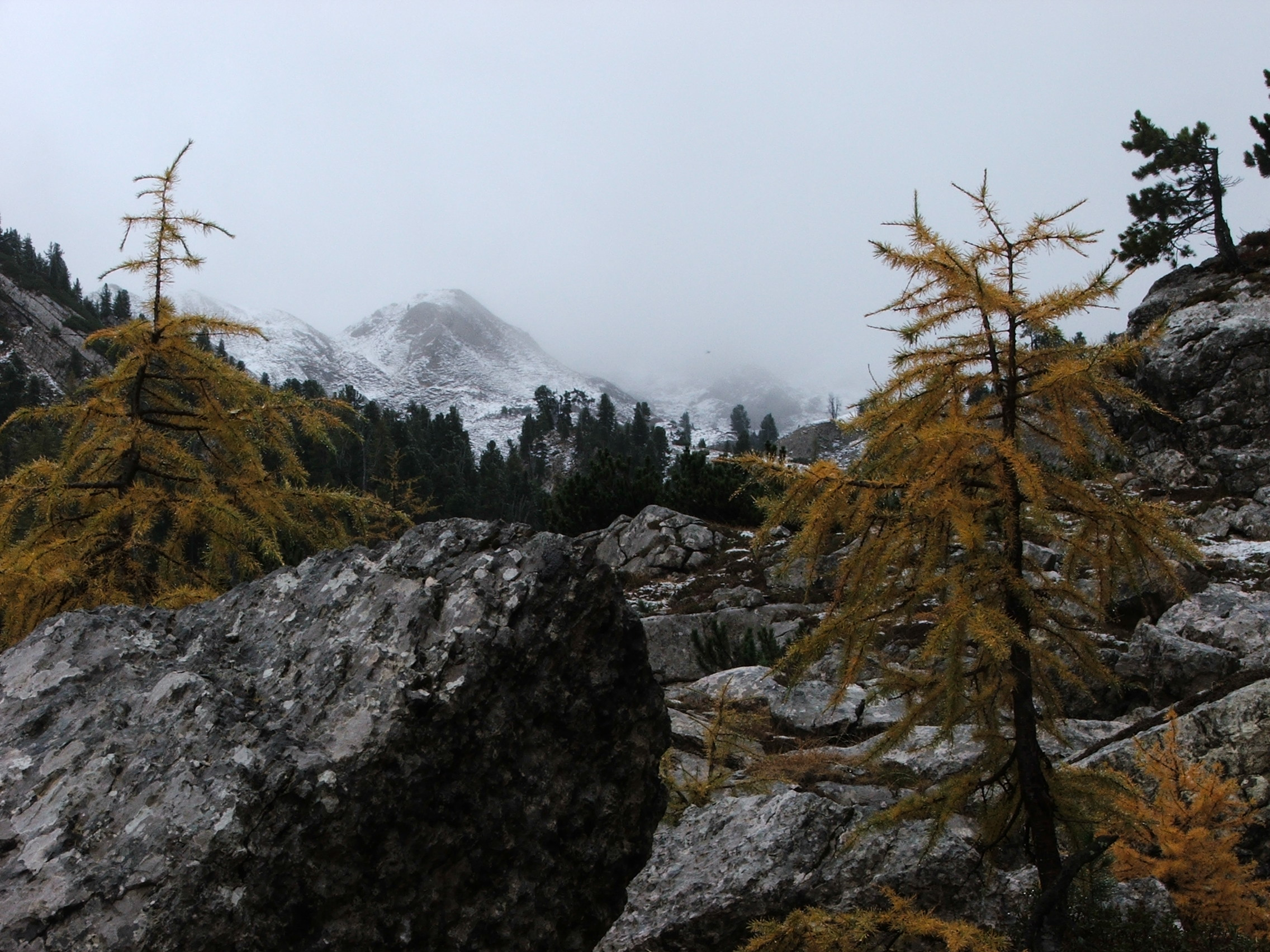
Das Nabige Loch, ein Hochkar unter den Hängen des Seekofels
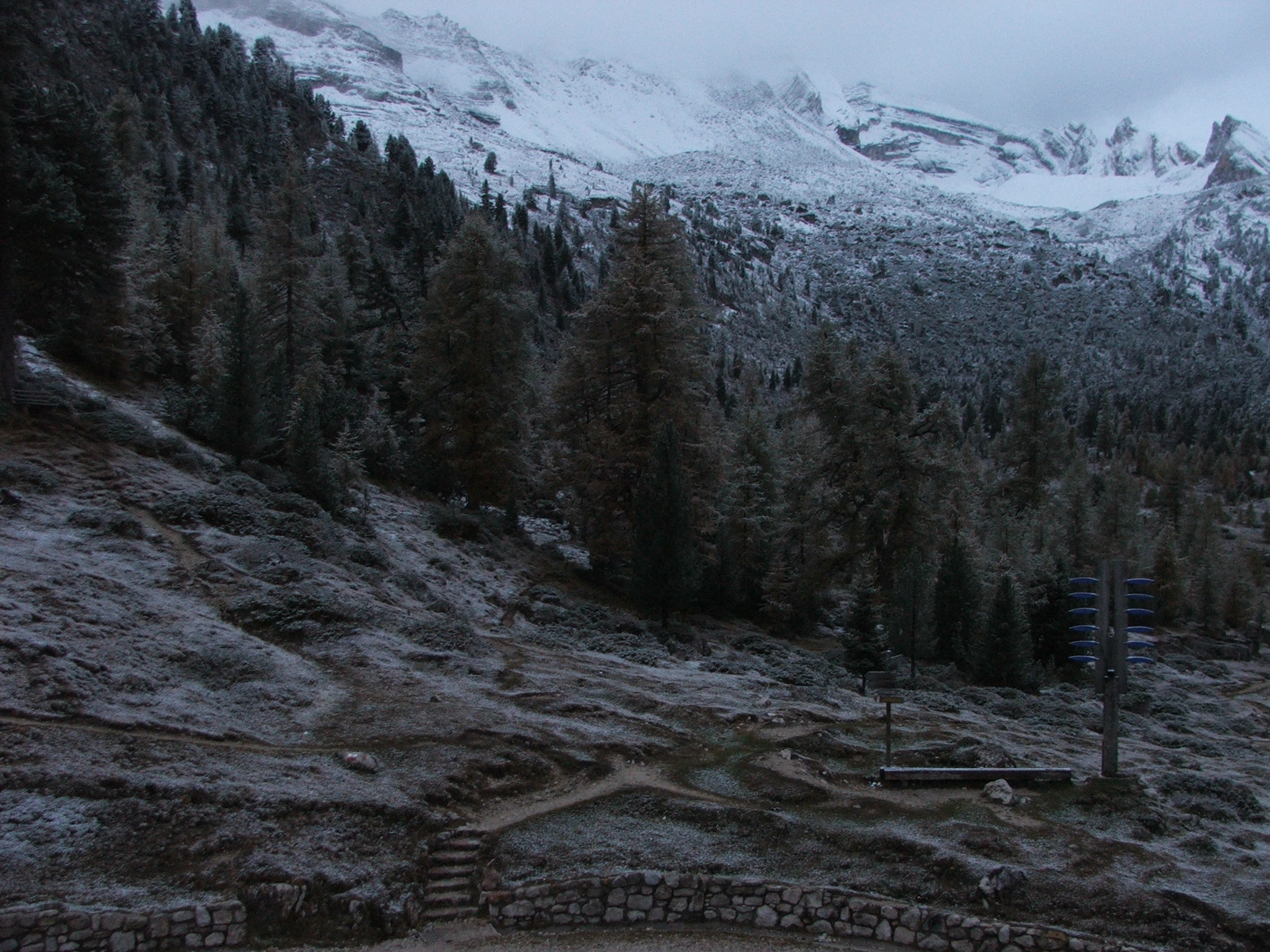
Abenddämmerung an der Faneshütte
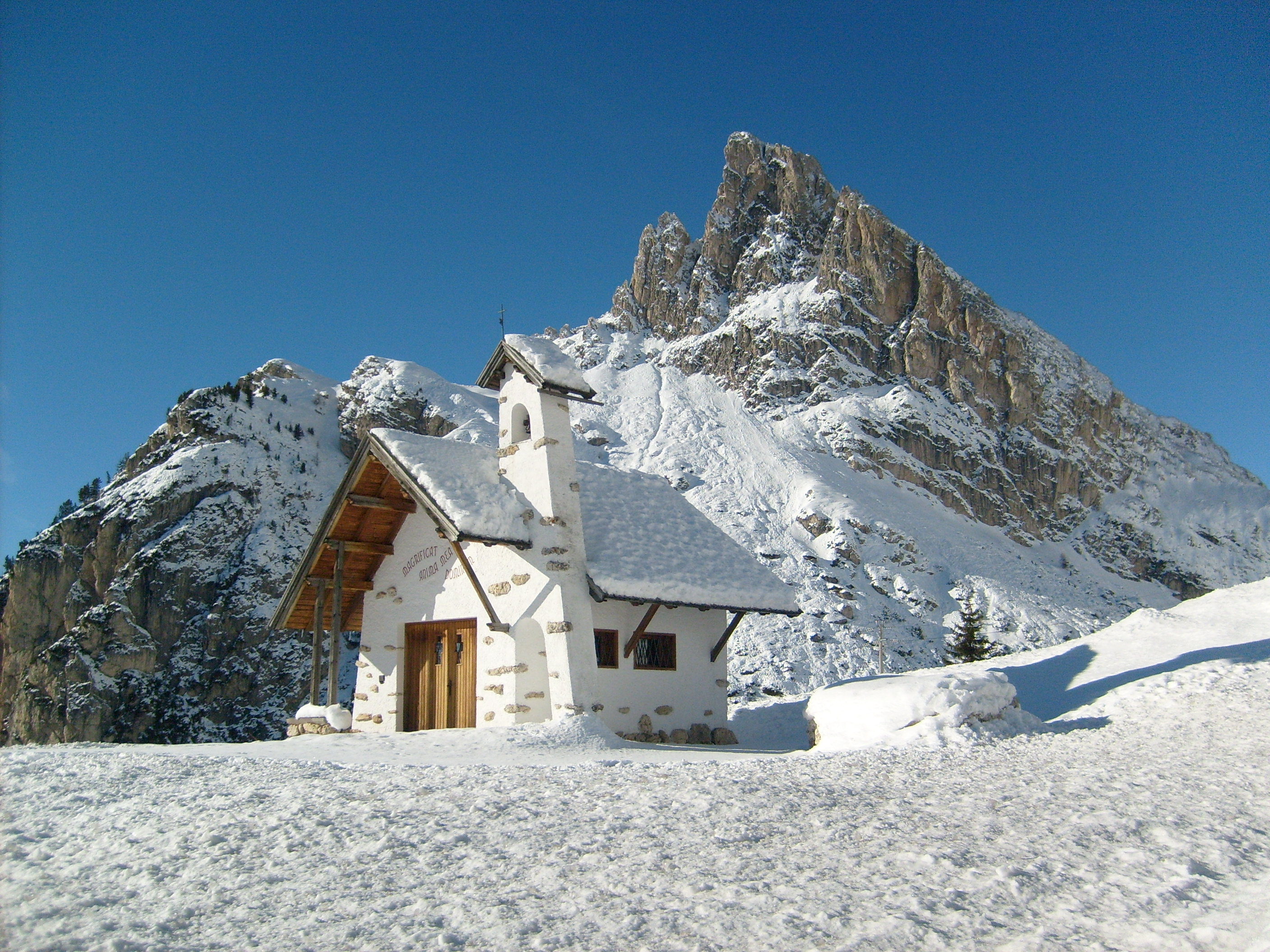
Gedenkkapelle am Passo Falzàrego
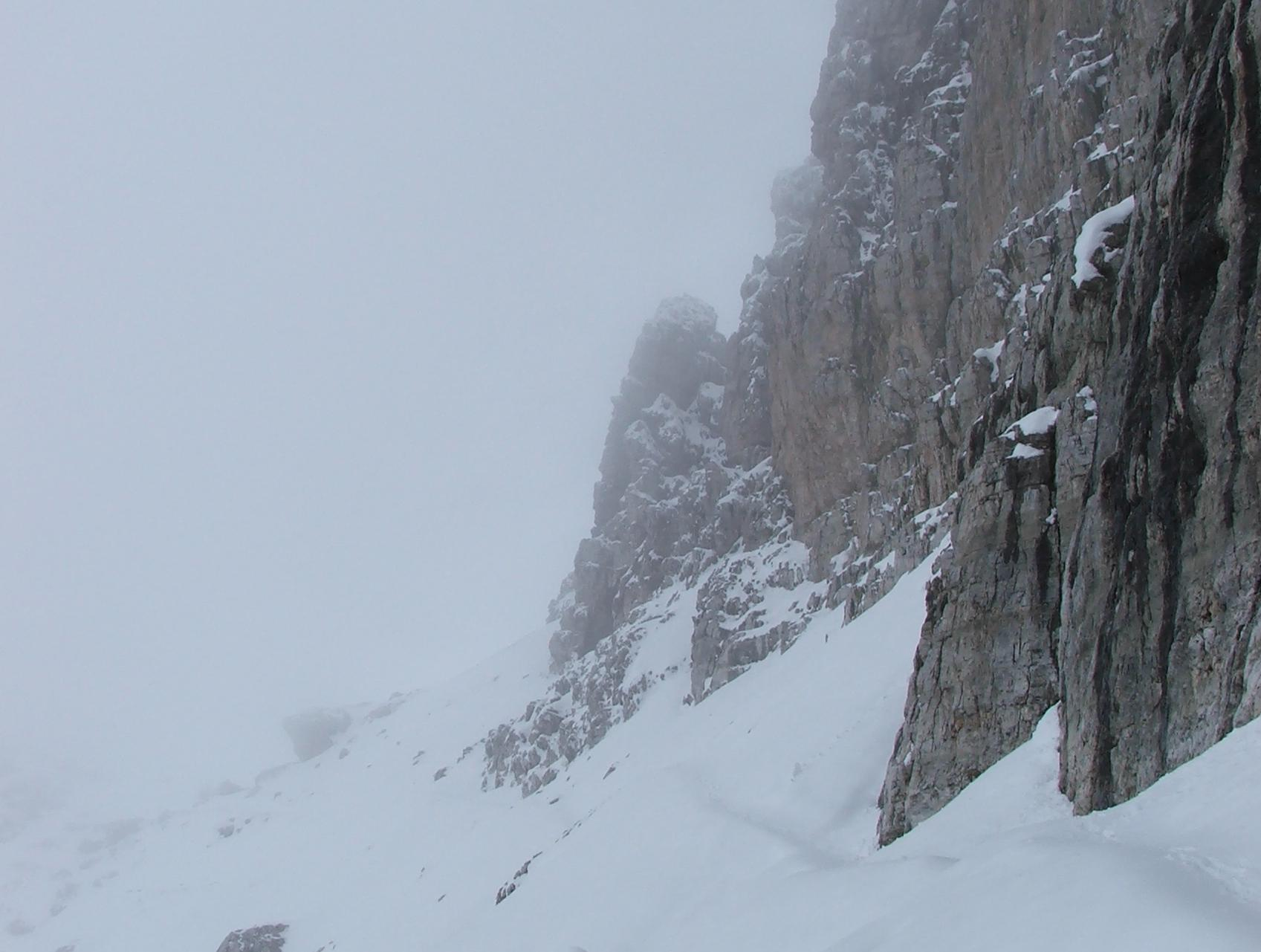
Am Monte Averàu
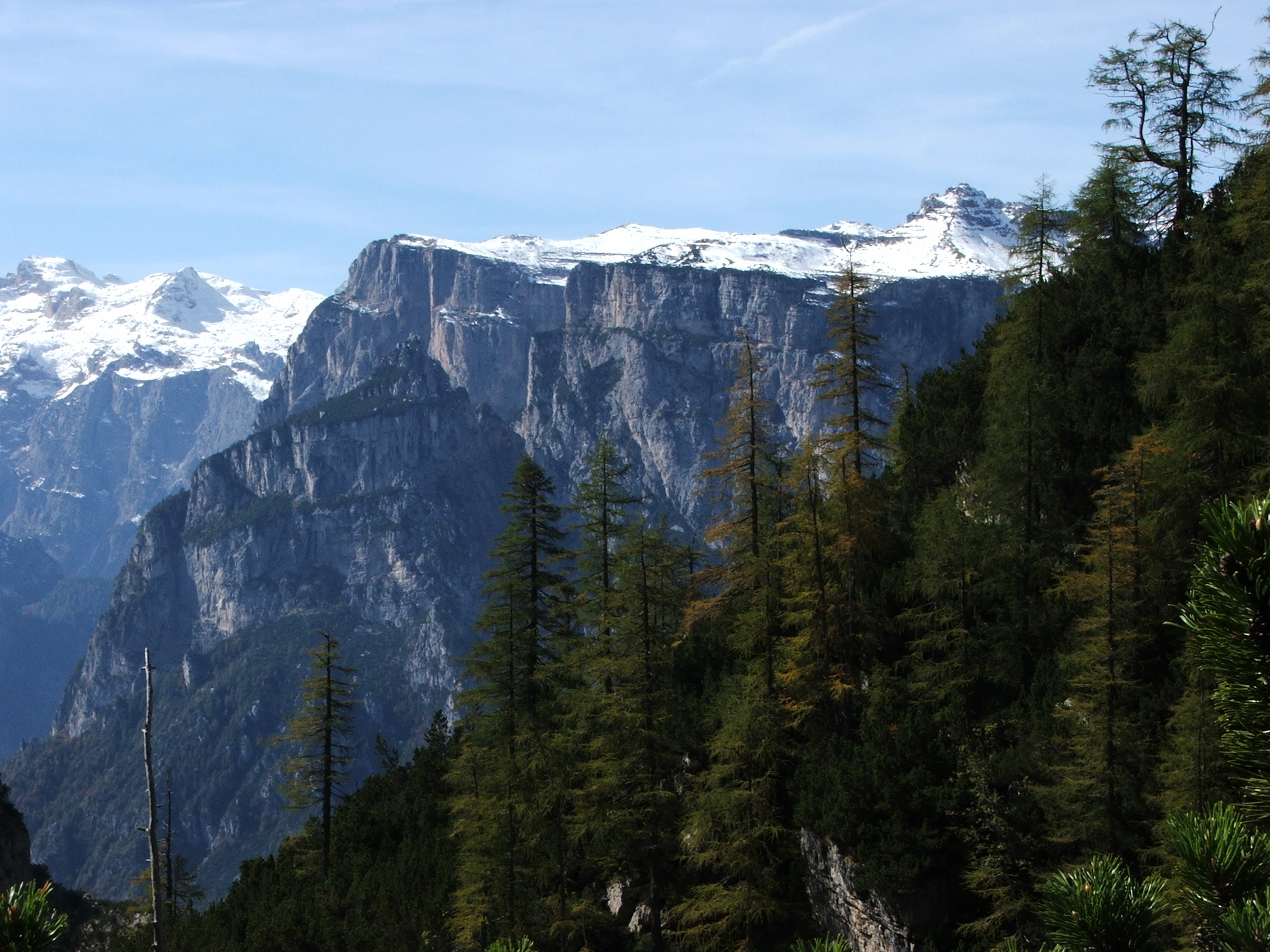
Blick vom Col del Orso
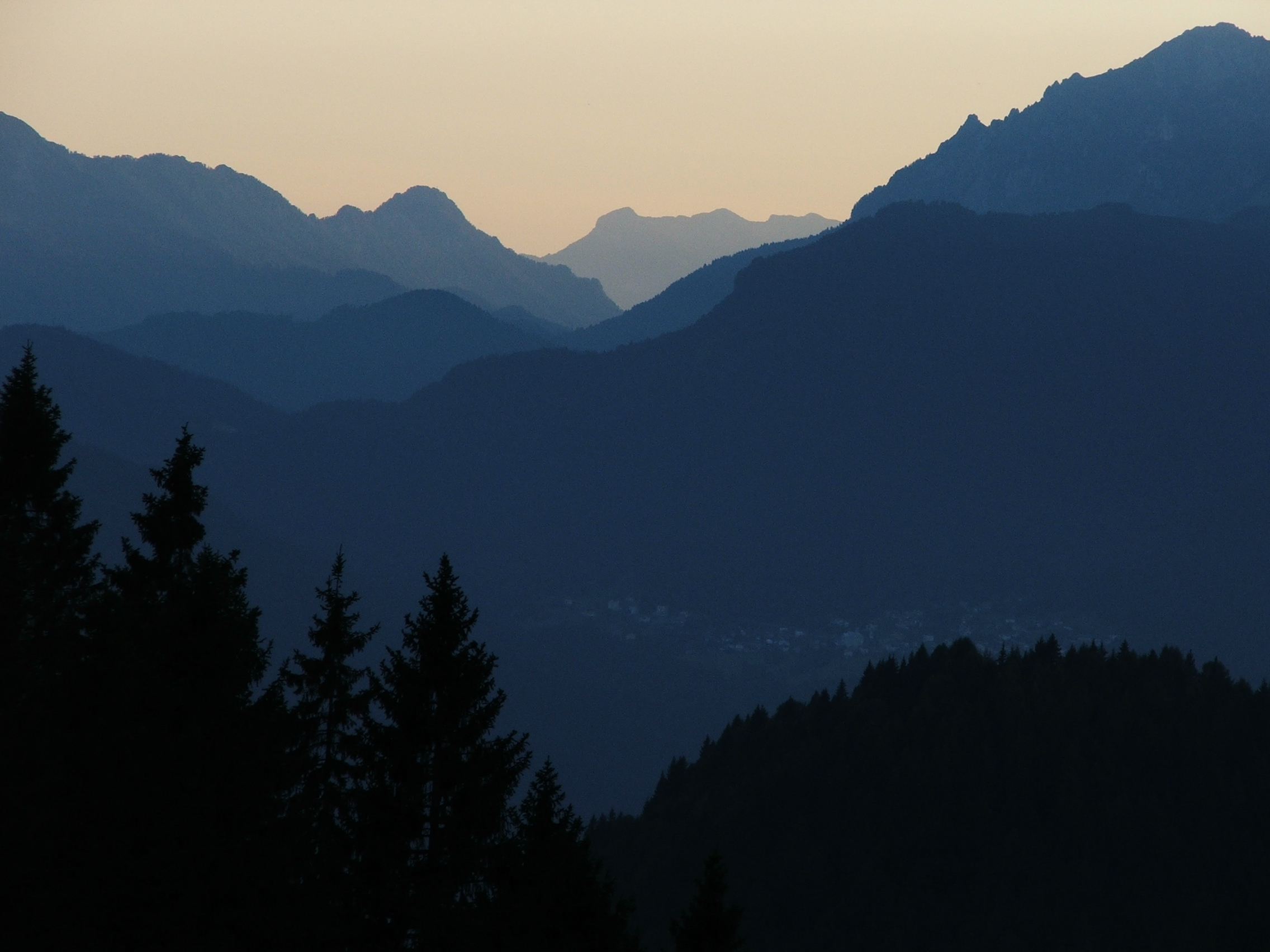
Abendstimmung am Passo Duràn
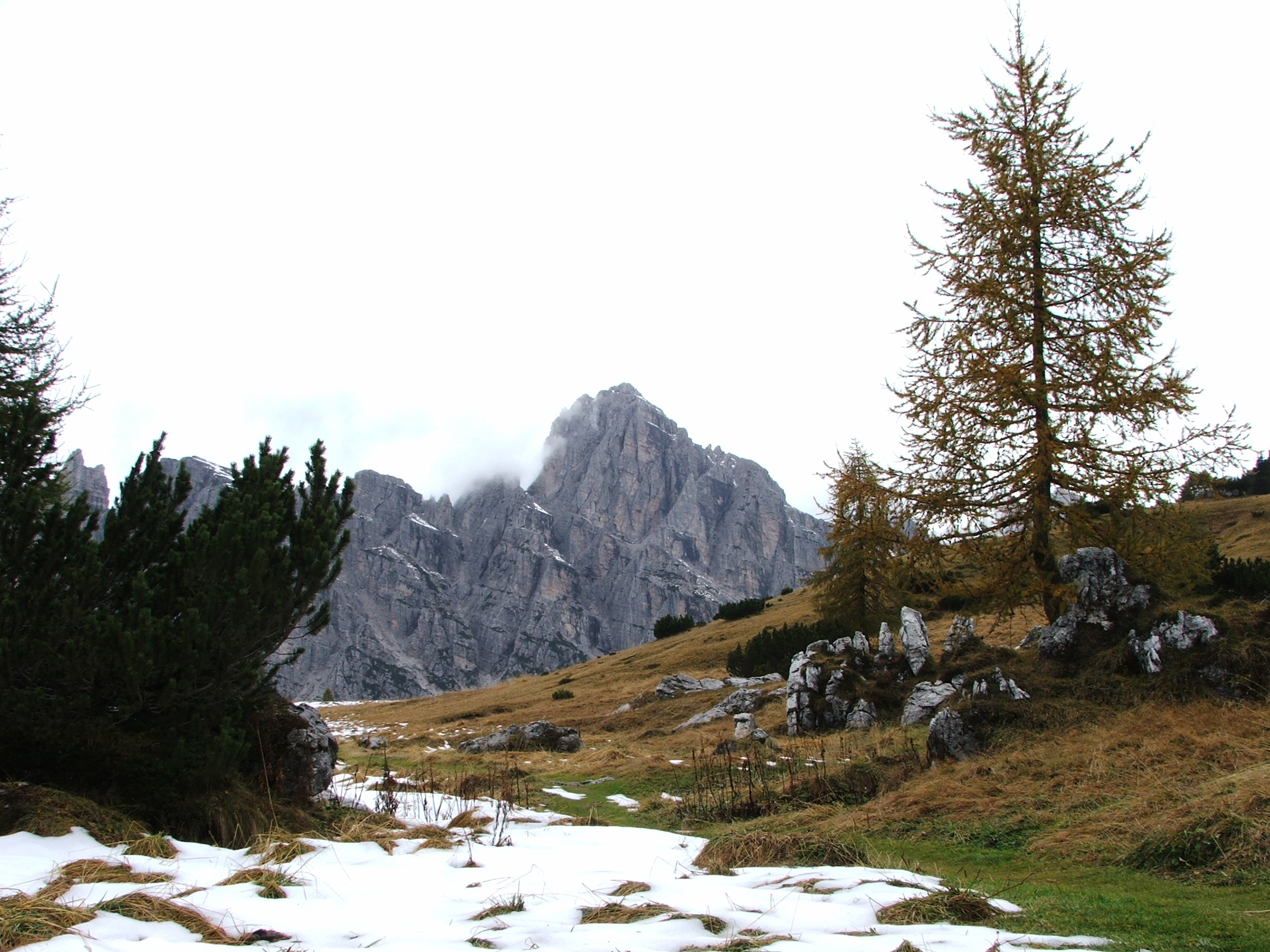
Am Rifugio Pramperét
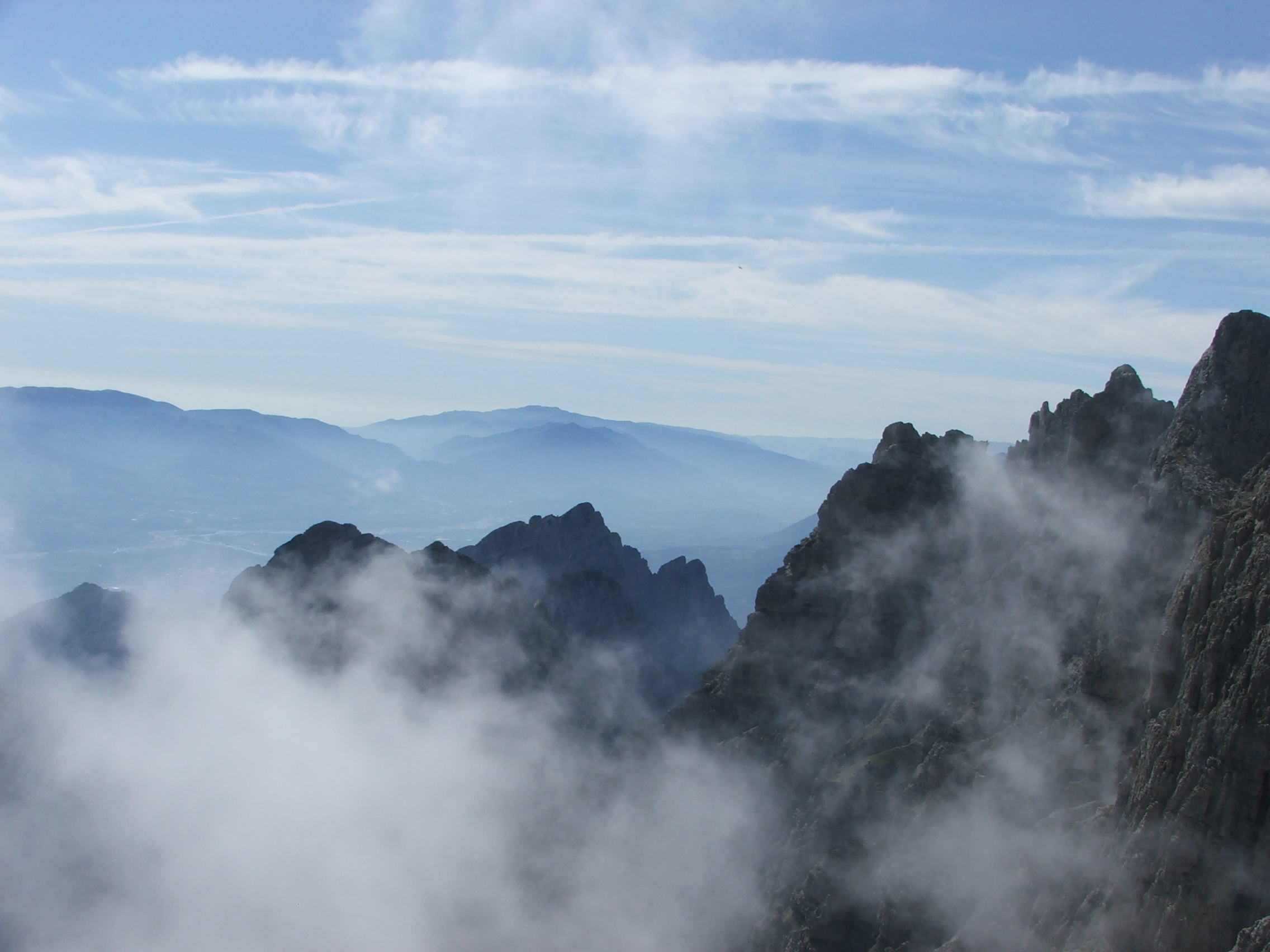
Blick nach Südwesten kurz vor Beginn des Màrmol-Klettersteigs

## Karten
- Tabacco-Wanderkarten (1:25.000), Blätter 03, 031, 024 und 025

Der Vollständigkeit halber sollen hier weitere Karten genannt werden, die trotz des gut markierten Weges ihres Maßstabs wegen nicht empfehlenswert sind: Ihre Genauigkeit reicht nicht aus, wenn man sich nach einem Schlechtwettereinbruch mit Schneefall oder Nebel nicht mehr in der Landschaft, sondern nur noch an der Karte orientieren kann oder es notwendig ist, auf einen anderen Weg auszuweichen.
- Kompass Karten (1:50.000), Blätter 55, 57 und 77
- Freytag & Berndt-Wanderkarten (1:50.000), Blätter S10 und S15
- Carta d’Italia (1:50.000), Blätter “Dobbiaco”, “Cortina d’Ampezzo” und “Longarone”
- Tabacco-Wanderkarten (1:50.000), Blätter 1 und 4

## Weitere Quellen
- Màrmol Klettersteig. In: klettersteig.de. Abgerufen am 18. August 2020.
- Seekofelhütte – Rifugio Biella. Abgerufen am 18. August 2020 (italienisch).